# La Madeleine-Villefrouin
La Madeleine-Villefrouin é uma comuna francesa na região administrativa do Centro, no departamento Loir-et-Cher. Estende-se por uma área de 9 km². Em 2010 a comuna tinha 31 habitantes (densidade: 3,4 hab./km²).